# Feijiantan (sockenhuvudort i Kina, Jiangxi Sheng, lat 27,90, long 114,11)
Feijiantan är en sockenhuvudort i Kina. Den ligger i provinsen Jiangxi, i den sydöstra delen av landet, omkring 190 kilometer sydväst om provinshuvudstaden Nanchang. Antalet invånare är 21 040. Befolkningen består av 10 227 kvinnor och 10 813 män. Barn under 15 år utgör 26,0 %, vuxna 15-64 år 66 %, och äldre över 65 år 7,0 %.
Runt Feijiantan är det tätbefolkat, med 343 invånare per kvadratkilometer. Närmaste större samhälle är Cihua, 15,4 km nordväst om Feijiantan. I omgivningarna runt Feijiantan växer i huvudsak blandskog.
Genomsnittlig årsnederbörd är 2 270 millimeter. Den regnigaste månaden är maj, med i genomsnitt 375 mm nederbörd, och den torraste är oktober, med 33 mm nederbörd.